# Большой Бачский канал

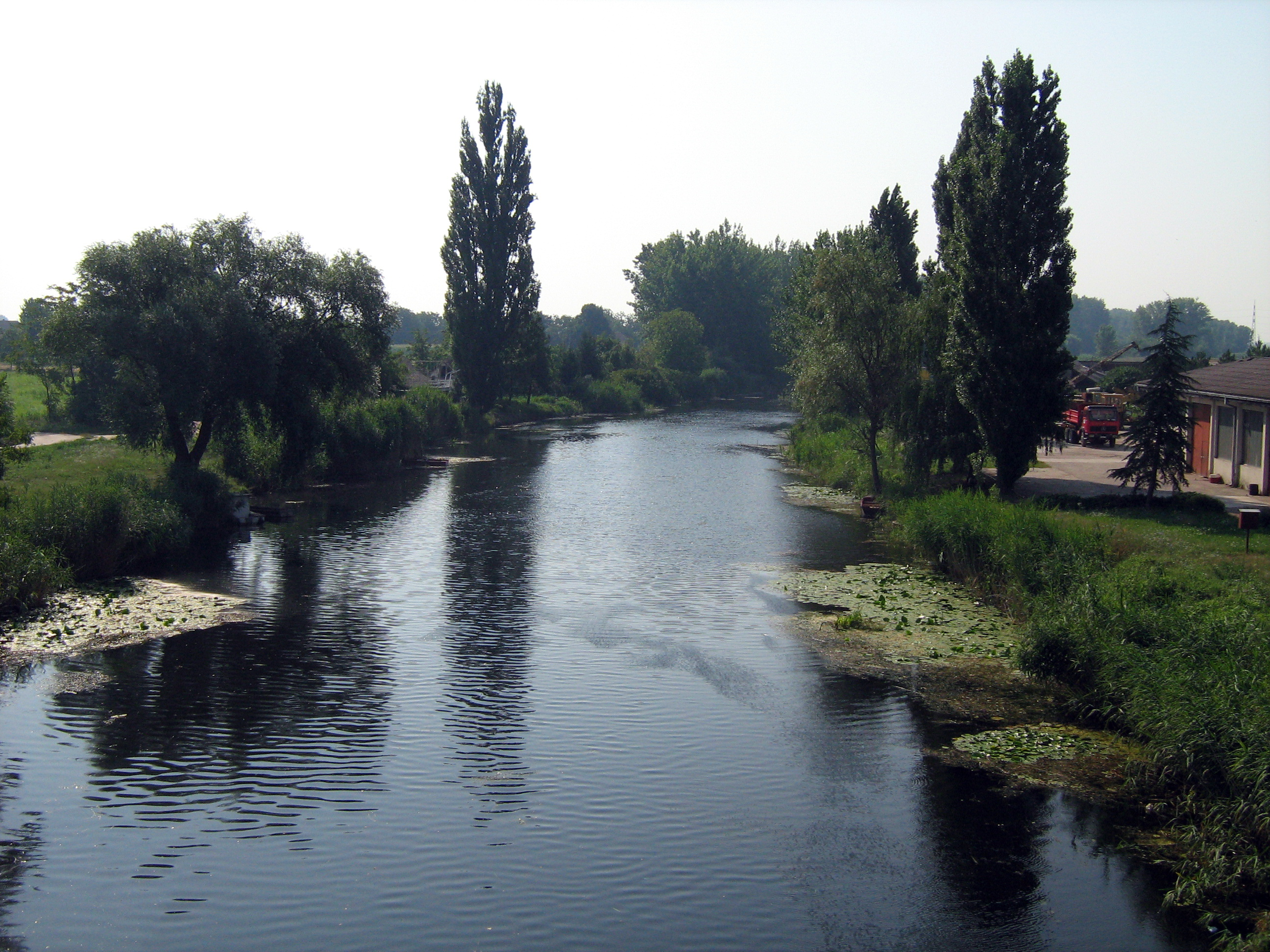
Канал близ Сомбора

Большой Бачский канал — канал, входящий в систему Дунай-Тиса-Дунай. Располагается на территории сербской автономии Воеводина в области Бачка. Его протяжённость — 118 километров. Связывает Дунай (близ Бездана) с Тисой (близ Бечея), таким образом сокращая путь между двумя населёнными пунктами на 200 километров. Также канал используется для водоснабжения этого района Бачки во время засухи. Ширина канала — от 17 до 25 метров. Средняя глубина — 3 метра.

## История
Большой Бачский канал был выкопан в период 1793—1801 гг., а его использование началось в 1802 году. Тогда плавать по нему могли небольшие пароходы. В строительстве принимало участие около 3000 рабочих, оно велось по концессии, после чего строители канала получили право на перевозку от Румынии до Вены. Некоторое время канал также именовался Францев канал и Канал короля Петра.

## Экологическая ситуация
Из-за длительного загрязнения канал не только слишком мелок для судоходства, но и опасен для купающихся. Министерство защиты окружающей среды Сербии включило его в список «трех черных точек» страны. Загрязнение канала началось во второй половине XX века сливом отходов в его воды. По мнению ряда исследователей, канал считается одним из наиболее загрязненных водоемов в Европе и представляет угрозу для здоровья людей, живущих в близлежащих населённых пунктах. На дне канала находится до 400 000 тонн ила, в котором содержатся тяжелые металлы и нефтяные отходы, которые также попадают в связанные каналом реки — Дунай и Тису. В 2008 году министр защиты окружающей среды подписал Меморандум об очистке канала.